# 魁北克徽章
现在的魁北克省省徽于1939年12月9日被魁北克政府枢密令采用，用以取代1868年5月26日维多利亚女王赐予的旧徽章。
此徽章的盾牌向橫等分為三，各象限代表了魁北克歷史中的不同時期：
- 顶部为蓝底，上绘三朵金色百合，象征着法国皇室。
- 中部为红底，上绘一只邁步中並面向視者的金狮，象征英格兰皇室。
- 底部为黄底，上绘三片為一莖連起的绿色枫叶，象征加拿大。

省徽头盔为都铎皇冠，底部則帶有一條授带，其上绣有魁北克官方格言（即「我牢记在心」）。

## 历史

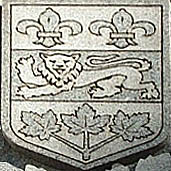
1868年版省徽，出现在蒙特利尔威尔弗里德·劳雷尔纪念碑上

省徽最早于1868年由维多利亚女王授于魁北克，当时的描述为：
Or on a Fess Gules between two Fleurs de Lis in chief Azure, and a sprig of three Leaves of Maple slipped Vert in base, a Lion passant guardant Or. （即：黃底，在頂部兩朵藍色百合和底部三片為一莖連起的綠色楓葉之間置有一條紅色橫紋，上繪一隻邁步中並面向視者的金獅。）
然而在1939年，魁北克政府透過頒佈枢密令采用新徽章。新徽章以旧徽章為基础，但頂部的黃底两朵蓝色百合改成了藍底三朵金色百合，從而進一步呼應法兰西王国的国徽。經此修訂後，魁北克成為加拿大唯一一个自我授權采用徽章或更改徽章设计的的省份。加拿大联邦政府則混合使用新旧两种徽章：通常情况下使用新版本；但在加拿大国会前的百年焰火基座上以及皇家22团的徽章上則使用旧版本。
魁北克政府於1940年代考慮省旗設計期間，時任省長莫里斯·杜普萊西（Maurice Duplessis）曾徵詢省府城鎮事務廳内一名高級官員佩爾提埃（Burroughs Pelletier）的意見。佩爾提埃向杜普萊西提供的數份設計方案皆包含盾狀或長方狀的魁北克省徽圖案，但他的方案並未獲省府接納；省府最終把帶有白色十字加四枚百合花飾的藍底旗幟定為魁北克省旗。
省徽的設計於2010年10月15日列入加拿大紋章局的紋章及旗幟名冊內。